# ブリキの勲章 (映画)
『ブリキの勲章』（ブリキのくんしょう）は、1981年に公開された中山節夫監督の日本映画。

## スタッフ
以下のスタッフ名等は特に記載がない限りKINENOTEに従った。
- 監督 - 中山節夫
- 脚本 - 吉井憲一、横田与志
- 原作 - 能重真作 『ブリキの勲章』[2]
- 製作 - 中山節夫、吉井憲一
- 撮影 - 岩永勝敏
- 美術 - 永沼宗夫
- 音楽 - クニ河内
- 照明 - 越村高幸
- 編集 - 中静達治

## キャスト
- 中村嘉葎雄 - 木村先生[1]
- 鈴木秀一 - 根本英雄[1]
- 市原悦子[1] - 根本英雄の母
- 林美智子[1]
- 木村理恵[1]
- 堀内正美[1]
- 斉藤洋介[1] - 木村の教師仲間(音楽担当)
- 常田富士男[1]
- 桑山正一[1] - 教頭
- 高城淳一[1]
- 今成友見[1]
- 赤出川浩道[1]
- 三上寛[1]
- 小野厚徳　-屋台の店員

## 受賞歴
- 1981年度 第5回日本アカデミー賞[3][4]
  - 最優秀助演男優賞 中村嘉葎雄 （『陽炎座』『ラブレター』『仕掛人梅安』『ブリキの勲章』）
- 1981年度 第6回報知映画賞[5]
  - 助演男優賞 中村嘉葎雄（『陽炎座』『ブリキの勲章』『仕事人梅安』）